# Gächinger Kantorei Stuttgart
Le Gächinger Kantorei Stuttgart, qui a aujourd'hui son siège à Stuttgart, est un chœur mixte allemand de réputation internationale. Il a été créé en 1954 sous le nom de Gächinger Kantorei à Gächingen (un petit village près de Reutlingen) par Helmuth Rilling et il continue d'être dirigé par lui jusqu'en 2013, année au cours de laquelle Hans-Christoph Rademann (en) a pris la relève. Le Gächinger Kantorei a été rebaptisé cette même année-là « Gaechinger Cantorey ». Depuis 1981, le Gächinger Kantorei est associée à l’Internationalen Bachakademie Stuttgart.

## Historique
Initialement, le chœur avait un répertoire consacré en grande partie à la musique a cappella des XVIe, XVIIe et XXe siècles puis l'a élargi également avec des œuvres a cappella romantiques. Dès 1965, une collaboration s'est établie avec le Bach-Collegium Stuttgart, également fondé par Rilling, combinée avec un changement d'orientation du répertoire vocal et instrumental vers la musique des XVIIIe et XIXe siècles.
Dans les années 1960, le chœur a fait sa première tournée en RDA, en Tchécoslovaquie et Hongrie, puis une première tournée aux États-Unis a suivi en 1968. En 1976, le chœur a chanté avec l'Orchestre philharmonique d'Israël la première israélienne du Requiem allemand de Brahms. Dans les années 1980, des tournées de concerts ont eu lieu en Pologne et à Moscou.
Aujourd'hui, la chorale se produit régulièrement avec des orchestres à la maison et à l'étranger (y compris les "Musikfest Stuttgart" de l'Internationale Bachakademie Stuttgart, le Festival de Salzbourg, le Festival de Lucerne, le Printemps de Prague). Quinze ans après le premier enregistrement, le Kantorei Gächinger a terminé en 1985 l'enregistrement intégral des cantates et des oratorios sacrés de Bach sous le label Hänssler Classic. Parmi les nombreuses œuvres créées par la Gächinger Kantorei, on trouve la Messa per Rossini (1988), Litany d'Arvo Pärt (1994), le Requiem de la Réconciliation (1995), Deus Passus (Passionsstücke nach Lukas) de Wolfgang Rihm (2000).